# 熱帶風暴環高 (2015年)
| 太平洋颱風季             |
| 主題頁 - 專題 - 編輯指南 |

熱帶風暴環高 （英語：Tropical Storm Vamco，國際編號：1519，聯合颱風警報中心：WP192015）是2015年太平洋颱風季第17個被命名的風暴。「環高」（Vàm Cỏ）由越南所提供，是越南西南部一條河流，沿自柬埔寨。
環高是一個典型的西進風暴，於南海中部形成後持續西移至越南，影響中國海南省及中南半島各國。環高亦是一個擁有明顯「季風低壓」特徵的熱帶氣旋，環流遍及整個南海，以熱帶風暴而言規模甚大，其風力集中在外圍而非接近中心，並與東北季候風共同影響下，為華南沿岸帶來強風。而環高在登陸越南後數日仍未徹底消散，其殘餘低壓區持續為中南半島帶來惡劣天氣。

## 發展過程
2015年9月11日，一個低壓區在南海中部生成，美國海軍研究實驗室在凌晨1時給予熱帶擾動編號95W，聯合颱風警報中心在上午11時對其在24小時內形成為熱帶氣旋的機會給予評級「低」。華南較早前受到一股偏東氣流影響，垂直風切變頗強，這令該低壓區的螺旋性甚差、結構雜亂無章，發展緩慢；不過南海中部水溫甚高，達到30 °C（86 °F）以上，支援該系統的發展。隨著該系統的螺旋性在12日漸變明顯，低層環流中心開始形成，日本氣象廳在翌日（13日）下午2時把該系統升格為熱帶低氣壓，更隨即發出烈風警報。而聯合颱風警報中心亦在當日下午1時把上述評級提升至「中」
，4小時後更上調至「高」，並同時發出熱帶氣旋形成警報；該中心終在當晚8時把該系統升格為熱帶低氣壓，並給予編號19W。香港天文台則在下午4時15分表示「南海中部氣壓頗低，一個熱帶低氣壓似乎在形成中」，並在下午6時半把該系統升格為熱帶低氣壓。當時該系統在香港之西南偏南約800公里處緩慢西移，路徑指向越南。在一股東北季候風補充的影響下，垂直風切變仍然強勁，使該系統的組織持續混亂，但南海中部的炎熱海水仍令該系統繼續加強；而該系統亦呈現季風低壓特徵，環流大、風力外強內弱。
該熱帶低氣壓的低層環流中心經過整合後開始顯現，日本氣象廳在14日凌晨2時把該系統升格為熱帶風暴，並命名為環高，給予國際編號1519，聯合颱風警報中心亦同步升格；香港天文台則直至早上6時半才跟隨升格為熱帶風暴，事後更把這次升格撤銷。風切變令環高的對流向西切離，低層環流中心局部外露，東面的外圍雨帶亦未能捲入中心；不過環高打開赤道方向的流出通道，大致抵銷風切變對其結構的破壞。受到副熱帶高壓脊支配，環高在當日早上以時速14公里向西南偏西移動，下午則採取西北偏西路徑，加速移向越南中部。各部門對環高的預測非常一致，預計環高增強空間相當有限，繼續西行並登陸越南後，數日之內就會減弱消散，這是考慮到垂直風切變頗大，環高難以進一步改善其結構，加上環高穩定西進，已經是登陸在即。事實上，環高在當晚9時50分左右已經在越南廣南省沿岸登陸，聯合颱風警報中心緊接在晚上11時發出最後警報。入夜後環高恢復向正西移動，登陸越南後更再加速至每小時18公里，深入中南半島和橫過老撾，並於翌晨（15日）迅速而顯著地減弱。香港天文台在早上6時10分把環高降格為熱帶低氣壓，3個多小時後於上午9時45分把環高再降格為低壓區。日本氣象廳亦在早上8時40分把環高降格為熱帶低氣壓。環高的殘餘低壓區在隨後數日仍然支配中南半島以至南海，令該區天氣惡劣；直至環高的殘餘系統在9月20日徹底消散，中南半島和南海中部的天氣才有改善。
香港天文台在2015年10月12日發佈「2015年9月熱帶氣旋概述」，把環高的最高強度向下修訂為熱帶低氣壓，接近中心最高持續風速下調為每小時55公里。

## 熱帶氣旋警告使用紀錄

### 中國大陸
| 中國國家氣象中心 颱風預警信號 | 中國國家氣象中心 颱風預警信號 | 中國國家氣象中心 颱風預警信號 |
| ----------------------------- | ----------------------------- | ----------------------------- |
| 上一熱帶氣旋                  | 颱風藍色預警信號              | 下一熱帶氣旋                  |
| 超強颱風天鵝                  | 颱風藍色預警信號              | 超強颱風杜鵑                  |

## 釋義
1. ↑  當有2種以上全球預報模式表示某低壓區將於未來48小時內發展為熱帶氣旋，聯合颱風警報中心則將該系統之熱帶氣旋形成機會評級為「低」。除非環境異常優良，否則該系統在24小時內發展為熱帶氣旋的機會甚微。[3]
2. ↑  當有3種以上全球預報模式表示一低壓區將於未來48小時內發展為熱帶氣旋，聯合颱風警報中心則將該系統之熱帶氣旋形成機會評級為「中」。一般而言，即使發展機會增大，系統過了24小時之後發展成熱帶氣旋的機會才較高；但如果環境良好，系統亦可以在24小時內形成熱帶氣旋。[3]
3. ↑  當有3種以上全球預報模式表示一低壓區將於未來24小時內發展為熱帶氣旋，聯合颱風警報中心則將該系統之熱帶氣旋形成機會評級為「高」的評級，並同步發出熱帶氣旋形成警報。此時該系統於24小時之內形成熱帶氣旋的機會極高，若氣象因素特別有利，該系統更可於6小時內增強為熱帶低氣壓。[3]
4. ↑  聯合颱風警報中心會為所有於其責任範圍內形成的熱帶氣旋作出編號，由兩位數及一個英文字母組成。英文字母表示該熱帶氣旋形成的區域，西北太平洋、南海、東海以W表示；而兩位數字則指熱帶氣旋於當年在英文字母所表示的區域內形成次序，換言之「19W」即指環高是年內第19個於西北太平洋區域內形成的熱帶氣旋。此編號系統每年重新開始。
5. ↑  作為世界氣象組織指定的西北太平洋區域專責氣象中心，日本氣象廳負責西北太平洋區域內（包括南海、東海）的熱帶氣旋命名工作，每當該部門把一個熱帶低氣壓升格為熱帶風暴時，該部門亦會依照在世界氣象組織颱風委員會上通過的命名表作出命名，同時給予4位數字的國際編號。前兩位為當年公元紀年的最後兩位數（2015），而後兩位代表環高是當年被日本氣象廳第19個評級為熱帶風暴的熱帶氣旋。

## 外部連結
- （日語）日本氣象廳：1519最佳路徑圖 （页面存档备份，存于）（有待公佈）、2015年熱帶氣旋最佳路徑數據 （页面存档备份，存于）（有待公佈）
- （英文）美國聯合颱風警報中心：19W最佳路徑數據（有待公佈）
- （简体中文）中國國家氣象中心：熱帶風暴環高最佳路徑（有待公佈）
- （繁體中文）臺灣中央氣象局：颱風資料庫——輕度颱風梵高（有待公佈）
- （繁體中文）香港天文台：2015年9月熱帶氣旋概述 （页面存档备份，存于）、《2015熱帶氣旋年刊》（有待公佈）、實時天氣稿（9月13日 （页面存档备份，存于）－14日 （页面存档备份，存于）－15日 （页面存档备份，存于））